# 3339 Treshnikov
3339 Treshnikov (1978 LB) là một tiểu hành tinh vành đai chính được phát hiện ngày 6 tháng 6 năm 1978 bởi A. Mrkos ở Klet.